# Théorème d'excision
Pour les articles homonymes, voir Excision (homonymie).
Le théorème d'excision est un théorème en topologie algébrique sur l'homologie relative (en) donnés un espace topologique X et des sous-espaces A et U tels que U soit aussi un sous-espace de A, le théorème énonce que sous certaines circonstances, on peut extraire («exciser») U des deux autres espaces A et X de telle sorte que les homologies relatives des couples (X, A) et (X \ U, A \ U) soient isomorphes.

## Utilisation
On l'utilise parfois pour faciliter le calcul de groupes d'homologie singulière (après excision d'un sous-espace bien choisi). Ou bien, dans certains cas, il permet l'utilisation du raisonnement par récurrence. Couplé avec la suite exacte en homologie, on peut en dériver un autre outil pratique pour le calcul des groupes d'homologie, la suite de Mayer–Vietoris.
Plus précisément, si X, A, et U remplissent les conditions précédentes, on dit que U peut être excisé si l'injection canonique de (X \ U,A \ U ) vers (X, A) crée un isomorphisme sur les homologies relatives Hq(X,A) vers Hq(X \ U,A \ U ). Le théorème établit que si l'adhérence de U est contenue dans l'intérieur de A, alors U peut être excisé. Souvent, les sous-espaces qui ne satisfont pas ce critère d'inclusion peuvent tout de même être excisés ; il suffit de trouver une rétraction par déformation des sous-espaces sur les sous-espaces qui le satisfont.

## Démonstration
La démonstration du théorème d'excision est assez intuitive, bien que les détails soient plutôt compliqués. L'idée est de subdiviser les simplexes dans un cycle relatif en (X,A) pour obtenir une autre chaîne consistant en plus « petits » simplexes, et continuer le processus jusqu'à ce que chaque simplexe de la chaîne soit à l'intérieur de A ou l'intérieur de X \ U. Étant donné que ceux-ci forment un recouvrement ouvert de X et que les simplexes sont compacts, on peut le faire en un nombre fini d'étapes. Ce procédé laisse la classe d'homologie originale de la chaîne inchangée (ce qui signifie que l'opérateur de subdivision est relié par une homotopie de chaînes à l'application identité de l'homologie). Dans l'homologie relative Hq(X,A), cela veut donc dire que tous les termes contenus entièrement dans l'intérieur de U peuvent être ignorés sans affecter la classe d'homologie du cycle. Cela permet de montrer que l'injection canonique est un isomorphisme, puisque chaque cycle relatif est équivalent à un cycle évitant U complètement.